# Loggerheads (film)
Loggerheads – amerykański dramat w reżyserii Tima Kirkmana z 2005 r.